# Art ottoman
L'art ottoman est l'art produit dans l'Empire ottoman à partir de la prise de Constantinople par Mehmet II, en 1453. Cette date peut toutefois varier selon les publications : certains préfèrent prendre pour point de départ la victoire de Sélim Ier (r. 1512 - 1520) sur les Safavides (1514), celle sur les Mamluks (1517), voire encore le début du règne de Suleyman I (r. 1520 - 1566). Avant, on parle plutôt de premier art ottoman.

## Contexte historique
La fin du XVe et le début du XVIe siècle sont marqués, pour les Ottomans, par une série de victoires qui agrandissent et affermissent leur empire : en 1453, l'entrée de Mehmet II dans Constantinople met fin à l'empire byzantin ; un demi-siècle après, en 1514, ce sont les Safavides qui tombent, pour la première fois, devant les armées de Sélim Ier, donnant un coup d'arrêt à l'expansion des chi'ites persans ; enfin, en 1517, les Mamelouks sont à leur tour vaincus par le même Sélim Ier, qui tue par la même occasion le dernier calife abbasside, enfermé au Caire. Le sultan ottoman, qui portait déjà le titre de Ghazi, « combattant de la foi », devient en plus le nouveau commandeur des croyants.
Mais c'est le règne de Süleyman Ier Kanunî (« le législateur »), plus connu en Occident sous le nom de Soliman le Magnifique, qui reste dans les mémoires comme fructueux pour les arts et brillant pour la politique. Avec la victoire de Mohács (1526), il s'empare de la plus grande partie de la Hongrie, tandis que les corsaires turcs dominent la Méditerranée, et font régner la loi d'Istanbul jusqu'au Maghreb.
Les XVIe et XVIIe siècles constituent donc un âge d'or pour la puissance ottomane, durant lequel la tolérance envers les millets, les minorités religieuses et ethniques, reste remarquable. Après les persécutions dans l'Espagne fraîchement reconquise, de nombreux juifs trouvent ainsi refuge dans l'Empire ottoman.
Le déclin de la puissance ottomane commence à la fin du XVIIe siècle, avec la défaite à Vienne en 1683, et un retrait progressif, mais inexorable, de toute l'Europe centrale. Le sultanat ottoman n'est pourtant aboli qu'en 1922 et le califat en 1924.

## Architecture: le «classicisme» ottoman

### La formation de l'architecture ottomane classique
La formation de l'architecture ottomane classique passe par plusieurs étapes. Les premières mosquées sont hypostyles avec de petites coupoles, comme dans le cas de la Grande Mosquée de Brousse. À partir de la Üç Şerefeli d'Edirne, on connaît des types de mosquée avec une grande coupole au centre, soutenue par de grands piliers, et dont la zone de transition est organisée en pendentifs à muqarnas. Ce type de bâtiments possède des nefs latérales avec une série de coupoles, et des minarets effilés. Le mausolée de Bayazid à Istanbul comprend lui aussi un grand dôme central, avec deux demi-coupoles sur les côtés qui contrebalancent les poussées.

### Caractéristiques de l'architecture ottomane classique
Avec la conquête de Constantinople, les architectes ottomans découvrent la basilique Sainte-Sophie, qui devient un modèle absolu de leur architecture religieuse. Celle-ci possède plusieurs caractéristiques, qui se retrouvent depuis le début du XVIe siècle jusqu'à la fin du XVIIe :
- la taille de la mosquée détermine celle du complexe qui lui est le plus souvent associé ;
- la mosquée prend une forme pyramidale, notamment grâce aux minarets ;
- la taille des colonnes, qui proviennent souvent de remplois antiques, détermine la taille des arcs et des différents éléments architecturaux
- les architectes dessinent peu, mais travaillent à partir de modules prédéterminés et communs à toutes les constructions architecturales ;
- souvent, utilisation de lits de briques et pierres alternés, pour des raisons de coût, de légèreté des structures, et de résistance en cas de séisme. Cet appareil provient de ceux utilisés par les Byzantins.
- utilisation d'une couverture en plomb ;
- des minarets très effilés, hauts, avec couverture conique et balcons à consoles de muqarnas ;
- les fenêtres se superposent de la façon suivante : de bas en haut, fenêtres rectangulaires avec grilles dorées, puis rectangulaires avec ou sans tympan ou œil de bœuf puis baies arrondies ;
- le minbar toujours très imposant, est en marbre, parfois peint et parfois couvert de céramique.

### Sinan(1491/92 - 1588)
Sinan est le grand architecte ottoman. Il commence sa carrière sous Sélim Ier et meurt sous Murad III, très âgé. Ses origines sont assez méconnues : il semble être grec, peut-être né chrétien. Quoi qu'il en soit, il est intégré jeune chez les janissaires, et participe à ce titre à de nombreuses campagnes militaires, pendant lesquelles il met à profit sa formation de charpentier pour édifier des ponts et restaurer divers monuments. Il semble aussi avoir reçu une formation aux mathématiques.
C'est en 1538 que sa carrière bascule, avec sa nomination au poste d'architecte du sultan. Il devient alors responsable de toute l'architecture créée  sous les ottomans. Près de cinq cents bâtiments lui sont attribués, dont trois cent vingt-sept près d'Istanbul. Il ne faut pas croire cependant qu'il les a tous entièrement réalisés : Sinan a davantage un rôle de surveillant, de coordonnateur, et ne participe pas toujours lui-même aux chantiers.
Outre Istanbul, Sinan travaille en Anatolie, dans les Balkans, en Syrie, en Irak pour construire des grandes mosquées, des mosquées de quartier, des collèges, des écoles primaires, des mausolées, des hôpitaux, des khans, des palais, des bains… Il fait aussi œuvre de restaurateur, en particulier au palais de Topkapi, dans bains, entrepôts, cuisines et pavillons de Murad III et Bayazid II.
On peut citer plusieurs de ses œuvres majeures : 
La mosquée pour Usref Pacha à Alep, qui se compose d'une salle sous coupole simple et d'un portique, est connue pour être sa première réalisation propre, juste avant celle du complexe d'Aseki Sultan (1530 - 1539), à dôme unique et portique à cinq baies devant le haram. Le reste du complexe, en "U" ne doit sans doute pas lui être attribué.

#### Sous Soliman
Sa première œuvre majeure est le complexe de la mosquée Shezade, à Istanbul. Daté de 1543 - 1548, il est dédié à la mémoire de Shezade Mehmet, un des fils de Soliman, mort à 22 ans. On y note en particulier le décor de panneaux de revêtement en cuerda seca, marqué par l'impact des maîtres de Tabriz et l'esprit de l'art de Brousse : palmettes rumies, fleurs composites, nuages tchi d'ordonnance en une véritable profusion décorative. Contrastant avec les lignes strictes de l'architecture, le décor contourné joue sur les découpes fleuronnées. La mosquée en elle-même comporte un dôme rendu pesant par les tours d'angle, et les contreforts latéraux. Une porte d'entrée avec une partie centrale surélevée, et un portique faisant le tour de la cour. Deux minarets y sont présents, entorse au règlement voulant que les sultans n'aient droit qu'à un minaret. Son plan est cruciforme, le dôme principal étant cantonné de quatre demi-dômes. À l'intérieur, Sinan a tenté de repousser les piliers vers l'extérieur pour unifier l'espace, donnant l'illusion que la coupole flotte. Le minbar aux flancs ajourés en marbre est peint et doré, mais cette polychromie n'est pas d'époque.
Au complexe Mihrinah Sultan d'Üskudar, sur la rive asiatique d'Istanbul (1543 - 1548), Sinan fait preuve de moins d'inventivité. La mosquée comporte à nouveau deux minarets car elle est dédiée à la fille de Soliman. Bâtie sur un terrain en pente, elle contient un auvent double avec une fontaine à ablutions, et un double portique. Deux écoles primaires sont édifiées à côté.
Un autre complexe est élevé pour la même Mihrinah Sultan à Edirne. Il s'agissait peut-être d'une fondation de Soliman pour sa fille, mais le complexe ne fut fini qu'après la mort de Soliman. Datée de 1562-1565 ou de 1570, la mosquée s'élève d'un seul jet. La salle de prière, mesurant 39,50 m sur 28 m, est couverte d'une coupole haute de 20,25 m, supportée par des pendentifs et quatre piliers. L'importance des murs écrans, percés de nombreuses fenêtres pour la lumière, lui donne une certaine massivité, que viennent contrecarrer les minarets très effilés et légers. Le complexe contient également une madrasa, une école, un hammam et des boutiques, actuellement disparues.
Sinan a réalisé une première mosquée Süleymaniye à Damas, dans un complexe comprenant, entre autres, deux caravansérails et deux imarets (est et ouest). La composition du complexe est très symétrique, et la mosquée se trouve elle-même en face d'un établissement d'enseignement. Tous les bâtiments ont des arcades, créant ainsi une grande unité architecturale entre les différents composants architecturaux de l'ensemble.

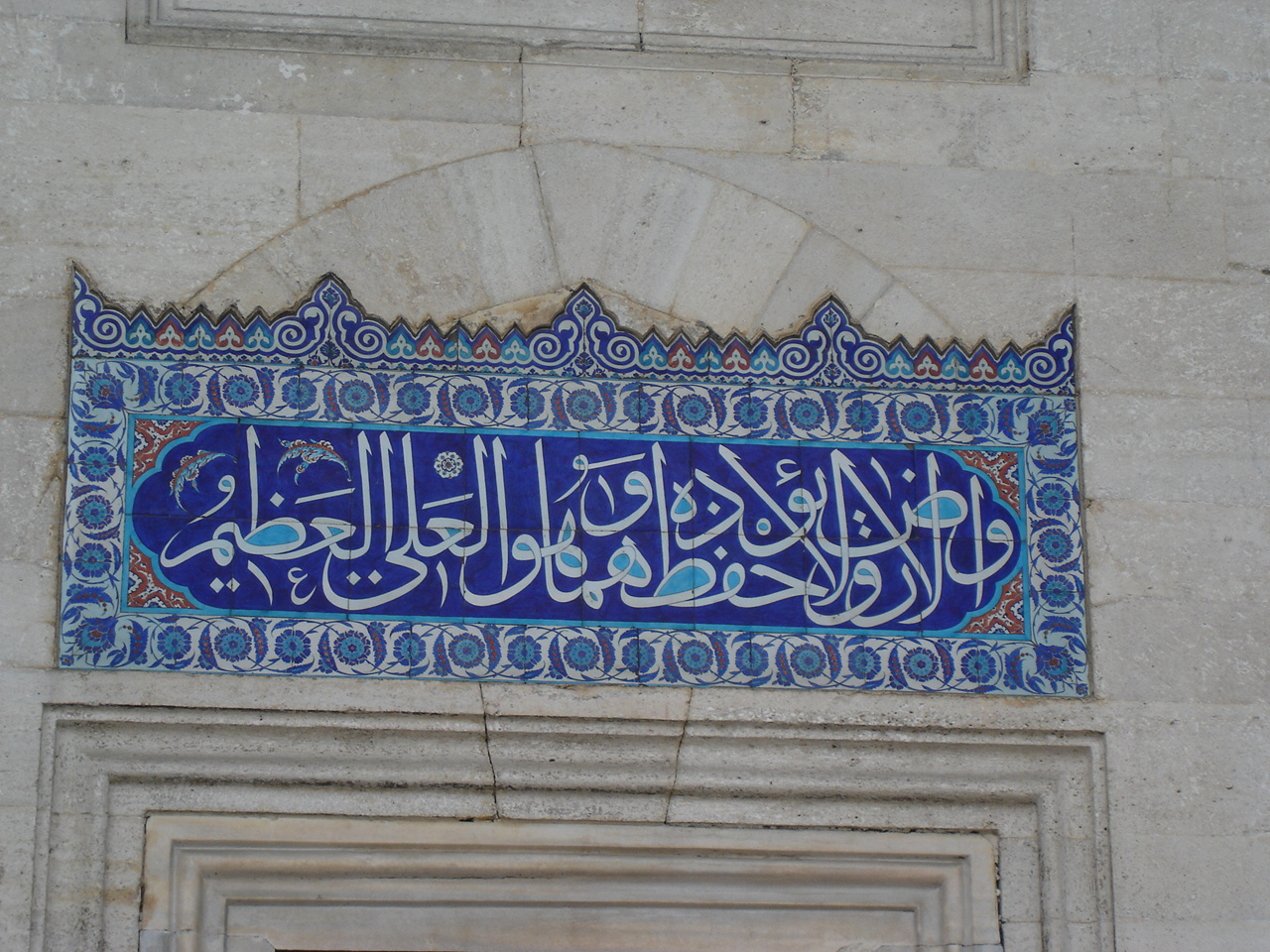
Mosquée Sulemaniyye

Le complexe de la Süleymaniye est d'un des plus importants d'Istanbul. Créé en 1551 - 1557, il est bâti sur un ancien palais et comporte, entre autres, un imaret, cinq madrasa, un hammam et les tombeaux de Sinan, Süleyman Ier, et Hürrem.
La mosquée s'ouvre par une cour à portique entourée de quatre minarets à dix-huit faces de tailles inégales (deux de 76 m, à trois balcons, se trouvent devant la salle de prière et servent de contreforts ; deux autres de 56 m, à deux balcons, flanquent l'entrée de la cour). Cette première cour mène à la salle de prière, derrière laquelle se trouve une seconde cour avec les turbe de Sulmeyman et Haseki Hürem. La transition entre première cour et salle de prière est assurée par un portail d’entrée très architecturé, surmonté d'une découpe triangulaire à muqarnas qui atténue l’austérité du lieu. La salle de prière comporte des galeries extérieure et intérieure, avec des contreforts engagés sur les côtés, parfois à l’extérieur, parfois à l’intérieur, qui contrebutent la grande coupole centrale (diamètre 26 m). Celle-ci s'appuie sur des piliers et est renforcée par deux demi-coupoles dans l’axe, elles-mêmes flanquées d’exèdres. La salle est elle-même très ample, puisque ses dimensions sont de 61 × 70 m. Le centre, dégagé grâce à la coupole, permet une certaine unification de l'espace. Le décor peint en noir et rouge date en grande partie du XVIe siècle, tandis que l'énorme minbar ajouré et doré utilise une découpe reprenant les formes de l'architecture, et que le mihrab reprend la structure des portails. La salle de prière possède aussi une dikka et des vitraux. Dans la cour, on notera la présence d'une fontaine d’ablutions avec un décor de motifs naturalistes.
Les deux madrasas les plus intéressantes sont peut-être les deux jumelles, séparées par une petite rue, qui portent le nom de Sani medrese et de Evvel medrese. Elles se composent d'une cour à portique avec, au fond, une salle de cour et un logement pour les professeurs qui constitue le seul témoignage de logement privée édifié par Sinan, tandis que sur l’avant se situent des boutiques.
Les deux tombeaux sont octogonaux, utilisant ainsi le plan le plus fréquent chez les Ottomans. Celui de Süleyman est cependant plus complexe à l'intérieur. Les deux turbe s'ouvrent par des fenêtres carrées en bas, cintrées en haut. Dans le tombeau d'Haseki Hürrem, le mihrab est décoré de carreaux à décor hatayi et quatre fleurs avec du rouge, ce qui constitue la première occurrence de cette couleur en architecture. Le tombeau de Süleyman, quant à lui, est décoré de deux panneaux de céramique à l’extérieur particulièrement remarquables.
Le tombeau de Sinan contraste avec le reste du complexe par sa modestie. Il comporte une fontaine publique devant.
On peut citer, en ce qui concerne l'architecture civile de Sinan, le hammam d’Haseki Sultan, dit aussi bains d’Haghia Sophia. Réalisé en 1556 – 1557, il est divisé en 2 parties équivalentes, une pour les hommes, l’autre pour les femmes. Chacune comporte un vestiaire, un tepidarium, un caldarium octogonal avec coupoles sur pendentifs, et un hall avec des alcôves et des pièces sur le côté. On remarque l'emploi d'arcs de Brousse.

#### Le mécénat de Rüstem Pacha
Homme très influent, grand vizir sous Soliman, Rüstem Pacha fut un grand commanditaire en matière d'architecture. On peut tout d'abord citer sa madrasa, établie à Istanbul. De plan octogonal inscrit dans un carré, elle comporte vingt deux cellules groupées par trois derrière les arcades de la cour, deux iwans dans les angles menant à deux groupes de trois cellules. La salle de cours est un grand cube sous coupole, saillant sur l’extérieur.
On connaît treize caravansérails au nom de Rustem Pacha, dont le plus important, à Edirne, a sans doute été réalisé vers 1560. Il s'agit d'un khan citadin, mais qui fonctionne plutôt comme un khan d’étape. Il se divise en deux parties : pour les marchands de la ville, une cour rectangulaire bordée d’arcades avec soixante treize cellules donnant les unes dans les autres, tandis que pour les voyageurs, un ensemble plus petit sur deux étages est mis à leur disposition. Celui-ci contient une grande écurie, à savoir une salle à deux grandes nefs voûtées en plein cintre sur des piliers cruciformes, des cuisines, réalisées de la même manière que l'écurie, mais en plus petit, des latrines, des cellules, et une série d’échoppes sur la rue.
Enfin, il faut signaler une mosquée datée de 1562, élevée dans le quartier commerçant d'Istanbul, sur une ancienne église. Surélevée par un soubassement, elle est assez importante en taille : la salle de prière mesure 26,8 × 19,6 m, et est couverte par une coupole sur huit piliers haute de 22,8 m, et de diamètre 15,20 m, dont le tambour est percé de fenêtres ajourées. Son aspect extérieur est assez massif, en raison des contreforts et sa de structure, complètement classique. Une large galerie fait le tour du haram. Du point de vue du décor, on peut signaler la richesse du revêtement de céramique qui monte très haut sur les murs. À dominante bleue, il comporte aussi du rouge, et donne une grande luminosité à l'intérieur, sur un répertoire de motifs chinois et de quatre-fleurs. Le mihrab est également couvert de céramique, avec un travail sur les palmettes rumies. La porte de bois de la mosquée est conservée. Très polychrome, elle est assemblée en tenons et mortaises, incrustée d’ivoire, d’os, de nacre, d’écailles de tortue, et comporte des ferronneries dorées.
Une structure voûtée en croisée d’ogives, servant d'entrepôts, complète l'ensemble.

#### Sous Sélim II

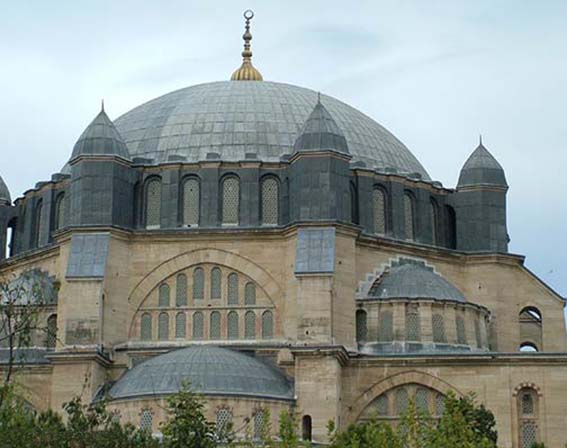
Dôme de la mosquée Selimiyye

Le complexe le plus important du règne de Sélim II est sans aucun doute celui de la Selimiyye à Edirne, fini en 1575. Il fut fait par Sinan pour le sultan Sélim II lui-même, afin, selon la légende, de concurrencer Hagia Sophia et de pousser à bout l'architecture ottomane. Le complexe comprend aussi une madrasa de plan rectangulaire (190 × 130 m, sur le plateau dominant Edirne) et plus en contrebas, une école coranique et une rue commerçante couverte, l'arasta, réalisées par l'architecte ayant succédé à Sinan mais conçue par celui-ci, puisque bâtie sur les mêmes modules que ceux de la mosquée. Le complexe, géré en waqf, disposait de deux sources de revenus : le commerce et les impôts sur les villes étrangères.
La mosquée comprend une cour et salle de prière de même taille (60 × 44 m). Très pyramidante, elle dispose de quatre minarets dont les bases puissantes sont intégrées à la maçonnerie. Parmi eux, deux mesurent 71 m de haut et contiennent trois escaliers à vis, ce qui est un véritable tour de force architectural. À l'extérieur, une cascade de contreforts, sur lesquels appuient des tourelles d'angle, contrebutent le dôme, doré en son sommet. Plusieurs entrées permettent l'accès à la mosquée. Celles situées sur les côtés sont surplombées d'une galerie à plusieurs étages. Dans la cour, le portail d'entrée est en marbre blanc avec des inscriptions dorées et un couronnement crénelé à fleurons, et la salle de prière est précédée d'un portique plus élevé que dans le reste de la cour, avec des arcs de tailles différentes et des colonnes à chapiteaux à muqarnas, tandis que sur les autres côtés, des colonnes remplacent les piliers. D'un point de vue décoratif, on note une certaine recherche dans l'appareillage et l'utilisation de petites niches à muqarnas qui préfigurent le mihrab, et de grandes baies grillagées dorées. La fontaine est travaillée avec un grand raffinement du détail : travail sur les motifs de fleurons et de palmettes venant du vocabulaire timuride international, tympans décorés de carreaux de céramique à inscriptions coraniques. Le haram comprend une dikka en bois peint sous laquelle se trouve un bassin, élément qui existait déjà sous les Saljukides. La coupole repose sur des piliers puissants, mais pas trop présents et un grand nombre de fenêtres sont percées dans les murs-écrans et à la base de la coupole, tandis qu'une galerie entoure la salle. Le décor de céramique ne se trouve pas partout, mais dans les lieux les plus stratégiques : écoinçons, tympans et, surtout, tapissant la loge du sultan. Celle-ci est entièrement décorée de carreaux d'Iznik mélangeant style saz, quatre fleurs, motifs rumis et vocabulaire provenant du style timuride international. La polychromie est quant à elle très postérieure.
La mosquée Piyale Pacha est édifiée à Istanbul dans les années 1573 - 1574, pour un haut personnage, cumulant les charges de grand amiral et grand vizir, marié à la fille de Sélim II et mort en 1577. Une polémique sur l'attribution du bâtiment à Sinan, car il s'agirait alors de la seule mosquée à file de coupoles qui lui serait attribuée. Il s'agit même du seul exemple de mosquée à file de coupoles présent à Istanbul, alors que ce type existe en province, notamment à Diyarbakır. Elle s'ordonnance autour de deux files de trois coupoles qui s'appuient sur les murs extérieurs et les colonnes au centre, environnée d'une galerie extérieure sur trois côtés. L'édifice surprend par sa massivité, due en particulier à ses contreforts non dégradés. Il comprenait de grands auvents, une galerie de deux étages, et était couvert de grands toits de bois, éléments fréquents dans mosquées du XVIe siècle, mais actuellement disparus. D'autre pensent que la mosquée est peut-être édifiée sur un ancien entrepôt naval, expliquant ainsi un plan si particulier.

#### SousMourad III
De cette période, on peut surtout citer le complexe de Zal Mahmud Pasha, érigé entre 1570 et 1581 dans le quartier de Eyüp. Comme son nom l'indique, il était destiné à Zal Mahmud
Pasa, gouverneur d'Anatolie marié à une fille de Sélim II, ayant acquis le titre de cinquième vizir en 1574.
Le complexe comprend, outre une mosquée, deux madrasas, un turbe, une fontaine, organisés autour de deux cours à des niveaux différents reliées par un escalier. Le turbe octogonal et la madrasa se trouvent ainsi dans la cour du bas. On considère que les œuvres provenant directement de Sinan sont le turbe et mosquée, mais sans doute pas la madrasa. La mosquée est un rectangle, précédé d'un portique à cinq baies avec à l'extrémité, un minaret non original. Sa coupole unique sur pendentifs est haute de 21,80 m et large de 12 m de diamètre environ. Posée sur quatre piliers, elle est, contrebutée par un système de tours. Une galerie sur colonnes avec des arcs brisés et plafonds plats, sauf aux croisements, anime l'étage supérieur. Tandis que les fenêtres se superposent avec en bas des fenêtres rectangulaires avec treillis de gypse (qui filtre le soleil et les bruits et anime la façade) et en partie supérieure, des oculi. La mosquée se distingue par son aspect rude et ses murs massifs, réalisés avec une alternance de couleurs. La coupole, qui semble couvrir aussi les galeries latérales, permet une dilatation de l'espace.

### Après Sinan
Après la mort de Sinan, l'architecture ottomane est loin de s'arrêter : de nombreux successeurs créent des mosquées, des édifices publics, des palais… en suivant ses principes, et en ajoutant leur conception personnelle. La mosquée bleue, dite aussi mosquée du sultan Ahmet, ou Ahmediyye (1609 - 1617), est édifiée par l'architecte Ahmet Aga à Istanbul, derrière les bains d'Haseki Sultan et dans le prolongement de Sainte-Sophie. Débutée sous Ahmet Ier, elle n'est achevée que sous Mustafa Ier. Avec ses six minarets, elle représente la quintessence de la mosquée à coupole unique et pyramidante, inspirée des monuments majeurs de l'empire. Large de 47 m de côté, elle possède une coupole qui culmine à 43 m, et dégage une impression de force et de légèreté. L'étagement des coupoles et demi-coupoles reflète le plan quadripartite de l'intérieur, tandis que sur les côtés court une galerie à deux étages. Les piliers, très massifs, sont cannelés pour les alléger. Une rampe extérieure mène à la loge du sultan, et, nouveauté architecturale, le mur qibli est absidial et non pas droit. Des céramiques du XVIIe siècle et des remplois du XVIe ornent les murs.
Sous Ahmet III et Mahmud Ier (1728-32), de nombreux édifices publics sont créés, en particulier des fontaines. La fontaine d'Ahmet III, adossée au mur extérieur de Topkapi, est datée de 1728. Composée d'une citerne au centre, de robinets sur chaque côté et de sabil aux quatre angles, des éléments grillagés pour l'eau et les sorbets, elle se rattache au goût de l'ère des tulipes. Le couvrement est assuré par de larges auvents et un dôme à tranches sur un tambour octogonal, avec à chaque angle, une réplique du dôme. Le décor, omniprésent, prend l'ensemble de la façade et joue sur la courbe et la ligne droite. Le fronton au-dessus de la porte notamment est magnifié par les arabesques sculptées qui le couvrent entièrement, dans une esthétique quasi-indienne.
La mosquée Nuruosmaniye, à Istanbul également, est construite sous Mahmud Ier et Othman III, et finie en 1755. Elle appartient à un complexe en grande partie disparu. La mosquée est surélevée, montée sur une série de boutiques voûtées, et surplombe la madrasa et l'imaret. Elle s'organise autour d'une coupole centrale avec des contreforts et quatre murs-écrans, et possède une cour en fer à cheval. Le bâtiment est rattaché à la période baroque, notamment dans son décor chargé qui joue sur les lignes ondulantes.

### Le palais de Topkapı
Le palais de Topkapı à Istanbul est une structure particulièrement complexe à étudier. D'une taille gigantesque, il remplace l'ancien palais de Mehmet II, et sert à la fois pour la vie publique et la vie privée, puisqu'il s'agit à la fois d'une résidence sultanienne, d'un siège du gouvernement et d'un centre administratif. Fréquemment incendié aux XVIe, XVIIe et XVIIIe siècles, il a été fréquemment remanié, et mélange donc les formes architecturales depuis le XVe jusqu'au XIXe siècle. On le connaît représenté dans un manuscrit de 1558, le Suleyman nama, qui raconte une fête importante et montre des personnages dans les deux premières cours.
Le palais s'organise en quatre cours. La première, la seule où il était autorisé d'entrer à cheval, est un immense espace enclos, composé de jardins, où prend place le Çinili Kiosk. Ce petit bâtiment de style persan faisait pendant à un kiosk de style ottoman et un autre de style grec, tous deux disparus.
La deuxième cour s'ouvre par une porte datant du règne de Mehmet II, de structure très simple (arcs brisés étroits, colonnettes soutenant les arcades, décor de niches polylobées imitant les découpes de tapis), et était autrefois surmontée d'un pavillon. Elle est encore un espace assez publique, qui contient en particulier les cuisines reconstruites par Sinan, qui s'organisent autour d'une rue entre deux séries de bâtiments, et disposent de cheminées coniques en briques, pour l'évacuation des fumées. Les écuries impériales et les logements des hallebardiers à tresses prennent aussi place dans cette cour.
Orta Kapi, la « porte du milieu », mène vers la troisième cour. Cette entrée a été construite par des prisonniers hongrois, et présente donc une allure européanisante, avec sa fortification par deux tourelles à couvrement conique. À l'intérieur, on trouve notamment la bibliothèque d'Ahmet III et la salle du trône très rococo, décorée de carreaux d'Iznik, ainsi que différents pavillons.
La quatrième cour, privée, s'ouvre par la bab-i Saadet, la « porte de la félicité », de conception très baroque, avec de grands auvents ondulants. Elle contient également plusieurs pavillons, ou kiosk, comme celui de Bagdad ou celui de Mustafa Pacha. Ce dernier espace mène au harem, le lieu de vie des femmes et des eunuques, endroit le plus privée où l'on trouve aussi les appartements privés du sultan et de sa famille, et où étaient élevés les chrétiens les plus doués. Celui-ci s'organise en de nombreux appartements autour de cours. L'une d'entre elles, destinée à la mère du sultan, comporte un décor rococo, avec un décor de baldaquin en bois doré, et de lambris de céramique. Dans les appartements du sultan, on trouve la fontaine de Murad III, qui s'ouvre par un arc de Brousse, et comprend des panneaux de céramique et fleurs peintes. La chambre du sultan elle-même est ornée de céramiques du XVIIe et de remplois du XVIe siècle. À partir de la fin du XVIe, les princes vivaient complètement reclus dans le palais, dans des appartements propres décorés de carreaux de céramique, de grands médaillons colorés, de vitraux colorés, et de plafonds en bois peint, sculpté et doré.
Également dans la partie privée, on trouve la salle des reliques, qui conserve en particulier un morceau du manteau du Prophète, sous un baldaquin XVIIIe d'où pend un globe doré en tombak incrusté de pierres.
Tous les kiosk (Revan, Bagdad) comportent une très belle décoration intérieure, avec un
ensemble de marqueterie, de céramique et de métal doré.
Le Revan Kiosk se situe à la jonction de la troisième et de la quatrième cour. Édifié pour
fêter la victoire sur les arméniens sous Murad IV (1623 - 1640), il sert aux retraites religieuses et donne sur un jardin de tulipes. Il est surélevé, avec une coupole centrale et un revêtement de céramiques du XVIe siècle.
Le Kiosk de Bagdad (1638), est lui édifié pour commémorer une campagne militaire en
Irak. Son plan à quatre iwans, avec une coupole centrale à lanternon, qui magnifie les
proportions et unifie l'espace, rappelle d'ailleurs l'architecture de cette région. À l'intérieur, un décor de céramique de remploi du XVIe siècle est agrémenté de cuerda seca du XVIIe, dont le jaune est la couleur prédominante et qui monte très haut. À mi-hauteur, on trouve un bandeau épigraphique. Les vitraux sont moins colorés que ceux de l’appartement des princes, ce qui permet de les dater plus tardivement. Ils permettent un jeu d'ombres et de lumière, et de chatoiement.
Du règne d'Ahmet III (r. 1703 - 1730), on peut signaler aussi une salle à manger décorée selon la mode de l'ère des tulipes, avec système de niches qui animent les parois, et la bibliothèque (1719), à plan cruciforme, et hall couvert d'une coupole et quatre espaces quadrangulaires de chaque côté, dont deux en saillie. Des étagères marquetées sont incluses dans les murs, le plafond est peint et doré.

## Objets

### Statut et conditions de la production artistique
L'art de cour sous les Ottomans est un art unifié, à l'image de l’État centralisé et fortement administré qu'est l'empire. Ses grandes dimensions et sa richesse permettent un important mécénat, qui favorise le développement des activités artistiques, en parallèle avec les commandes passées directement par l'État. Ce dernier joue d'ailleurs un rôle important à tous points de vue : établissement de grandes manufactures, contrôle des matières premières… Les peintres et ornemanistes du kitabkhana sultanien donnent des modèles pour tous les arts, contribuant à une unification de l'art : les mêmes thèmes se retrouvent dans la céramique, le textile, les métaux, le bois, l'architecture. Les grands chefs d'ateliers successifs, Baba Naqqash, Kara Meni et Shah Quli donnent d'ailleurs leur nom à des styles de céramique.
On note aussi l'important impact de l'Iran, notamment du style timuride international, sur l'art ottoman, comme d'ailleurs sur toute la production des trois grands empires contemporains (moghol, ottoman, safavide). Celui-ci se manifeste en particulier par des motifs puisés dans l'art chinois et retravaillés, comme les nuages tchi.

### La céramique
Même si la porcelaine chinoise est la forme de vaisselle la plus appréciée, la céramique est l'un des arts majeurs chez les Ottomans, comme souvent dans le monde islamique. Les pièces conservées sont extrêmement nombreuses, ce qui n'empêche pas cette production de rester mystérieuse sur bien des points.
Les centres de production sont ainsi très mal connus, et sujets à de grandes variations selon les auteurs. Certains préfèrent rapporter à Iznik la majeure partie des pièces, tandis que d'autres tentent de mettre en avant une certaine diversité des centres. Quoi qu'il en soit, Iznik, l'ancienne Nicée, ville située en Anatolie entre Brousse et Istanbul est de manière sûre le centre majeur, connu par des documents officiels comme des inventaires, des registres, des listes de prix et de cadeaux… Autre lieu certain, la ville de Kütahya, dont l'importance est encore en débat. Plusieurs auteurs pensent même qu'elle pourrait avoir produit plus qu'Iznik. Istanbul, grâce notamment à son statut de capitale, est aussi un centre potentiel, pour le palais surtout. Il se pourrait que des artisans d'Iznik soient venus travailler à Istanbul dans le but d'en réaliser les décors. La Syrie et en particulier Damas, ville dans laquelle Gaston Migeon a signalé la présence de fours et de débris dès 1923, peut aussi avoir produit certains types, même si la plupart des anciennes appellations "Damas" doivent être rapportées à Iznik. Notons enfin que ces centres sont évidemment ceux qui produisent de la céramique de luxe, de la poterie commune étant réalisée un peu partout.
D'un point de vue technique, les évolutions de la céramique ottomane à partir des années 1470 constituent une véritable révolution. Elle se compose d'une pâte siliceuse recouverte d'un engobe siliceux, ce qui est une première nouveauté. Le décor est ensuite peint avec des engobes et des glaçures colorés par des oxydes métalliques, puis couvert d'une glaçure plombifère particulière, qui n'a pas tendance à varier. Cette technique donne aux pièces une forte cohérence, un aspect très dur et les rend non poreuses.

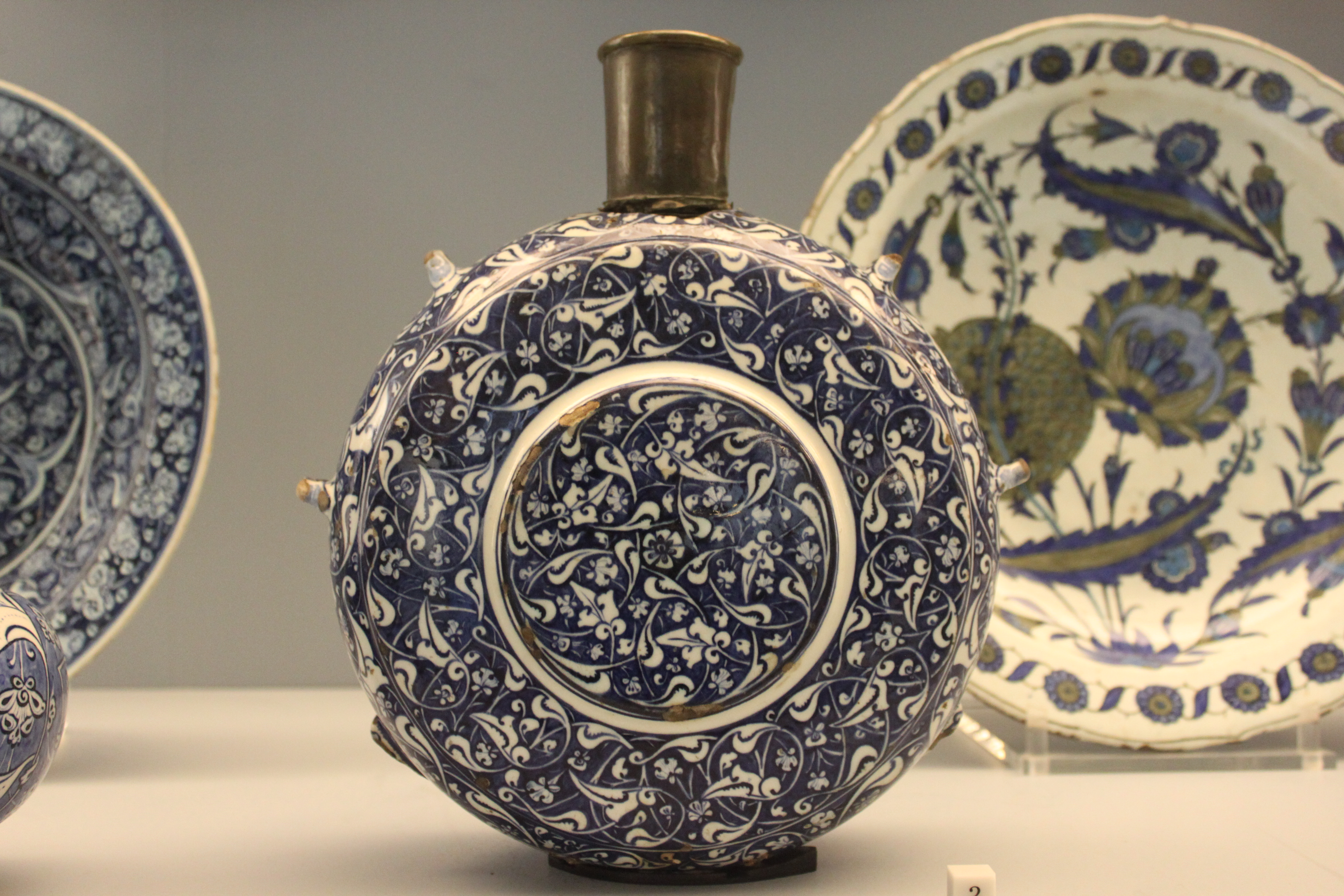
Gourde, céramique à décor rumi hatayi, vers 1480, musée national de céramique à Sèvres.

Outre des carreaux de revêtement, extrêmement nombreux, les ateliers Ottomans produisent diverses pièces de formes. Celles-ci s'inspirent parfois directement de modèles anciens, mais elles restent rares : on peut citer deux plumiers conservés au British Museum, ou encore une gourde du musée de la céramique à Sèvres (voir ci-contre), par exemple. Mais les modèles moins archaïsants sont plus nombreux. Dès la fin du XVe et le début du XVIe siècle, on trouve ainsi des lampes de mosquée (kandil), inspirées pour la forme de celles en verre des mamluks, mais non-utilitaire du fait de leur opacité. Une série de grandes vasques (kadah) sur base annulaire ou piédouche est assez restreinte : une vingtaine seulement sont connues à travers le monde, dont une au musée du Louvre, une au British Museum, une dans la collection Gulbenkian, avec des motifs de lambrequins… Des bols et de coupes (kâse), avec ou sans couvercle, sont aussi produits. Dans la deuxième moitié du XVIe siècle, les modèles mis au point un demi-siècle auparavant sont produits en grande série, et d'autres s'y ajoutent, comme les grandes bouteilles à panse piriforme dont le long col est marqué d'une bague (şişe), les pichets, remplacés souvent par des chopes au XVIIe siècle, les pots pourris et tulipières, et bien entendu, les plats et les assiettes.
L'évolution des couleurs et des motifs a permis aux historiens de l'art d'établir des classifications et des chronologies, à propos desquelles subsistent nombre de débats et discussions. Un premier style est dit « baba naqqash », du nom du peintre qui en fournit les modèles, ou encore, « rumi-hatayi », car il combine les motifs rumis, c'est-à-dire de longues palmettes bifides, et les hatayi, d'inspiration chinoise, comme les nuages tchi en bandeaux ou les arabesques avec des pivoines. La gourde du musée de Sèvres, déjà citée, présente ce type de décor, toujours traité en bleu et blanc. Souvent, les plats comportent à l'intérieur des motifs rumis et sur le marli, des hatayi. Mais il existe également des plats à décor entièrement hatayi, comme un exemplaire du musée du Louvre. Parfois, des motifs de nœuds s'ajoutent aux arabesques rumies et au décor hatayi.
Dès le début du XVIe siècle, on peut signaler d'autres types de décor, comme le corne d'or, qui se caractérise par des spirales à fleurettes en bleu et blanc, avec parfois de légers rehauts de couleurs turquoise et émeraude. Ces décors, que l'on retrouve aussi dans les tughra des sultans existent à la fois sur des bouteilles, des pichets, des vasques, des plats…

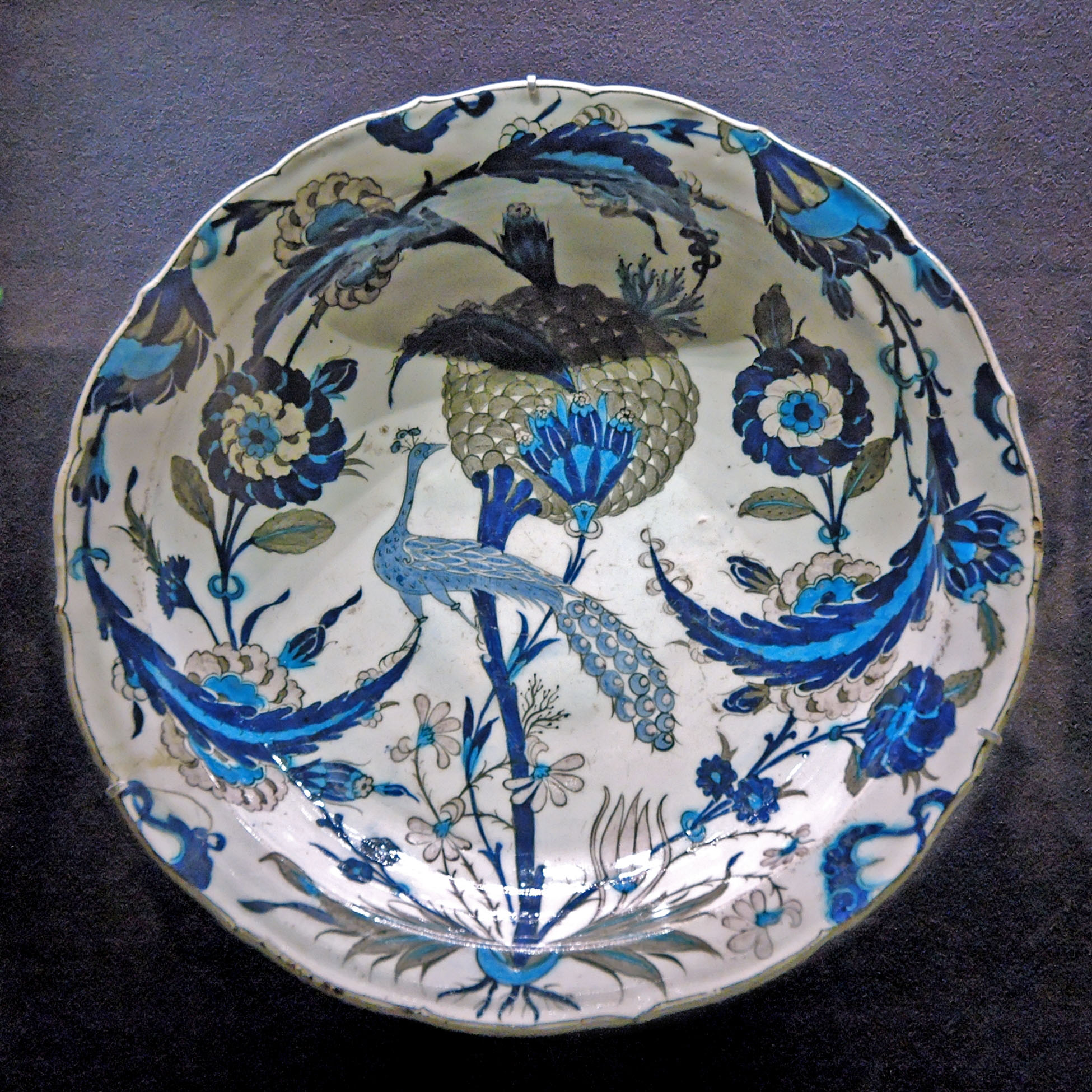
Plat au paon, Iznik, 1540 - 1555, céramique siliceuse engobée, décor peint sous glaçure transparente, musée du Louvre

L'arrivée de la couleur turquoise est à situer, selon Arthur Lane, vers 1530. Il s'agit de la première teinte à enrichir les bleus et blanc. Ensuite arrivent le vert émeraude, le vert tilleul, le mauve, le gris et, vers 1555, le fameux « rouge d'Iznik », un rouge tomate épais dont la première occurrence apparaît sur le mihrab de la mosquée Süleymaniye. De nombreux groupes de céramique polychrome peuvent être distingués. Dans celui dit « de Damas », mais sans doute produit, pour la plupart des pièces, à Iznik, Jean Soustiel détermine quatre groupes aux frontières ténues : celui avec décor en réserve sur fond bleu cobalt fouetté rehaussé de turquoise ou de vert et de violet, celui à décor vert tilleul et aubergine sur fond bleu, celui du plat au paon du musée du Louvre, dont la palette présente des teintes modulées de vert tilleul, mauve, bleu cobalt et gris, avec un décor très influencé par l'enluminure, et enfin un dernier groupe à décor d'Iznik sans rouge.
Le plat au paon est l'un des exemples les plus célèbres, à juste titre, de la céramique ottomane. Avec son marli chantourné, il reprend des modèles métalliques ou chinois. Son décor représente quant à lui la quintessence du style saz, et caractérisé par de longues feuilles dentelées dont on voit des exemples dans le bouquet tourbillonnant du plat. On trouve aussi dans le décor des nuages tchi en bande, une fleur à décor d'écailles et surtout, ce qui a donné son nom au plat, un paon, rare exemple d'élément animal à cette période. On peut le rapprocher d'un plat à l'oiseau saz conservé à Vienne et datable de 1530, des panneaux aux kilins du pavillon de la circoncision à Topkapı, datés entre 1535 et 1545, ou encore d'un plat au bouquet tournoyant, également conservé au Louvre.

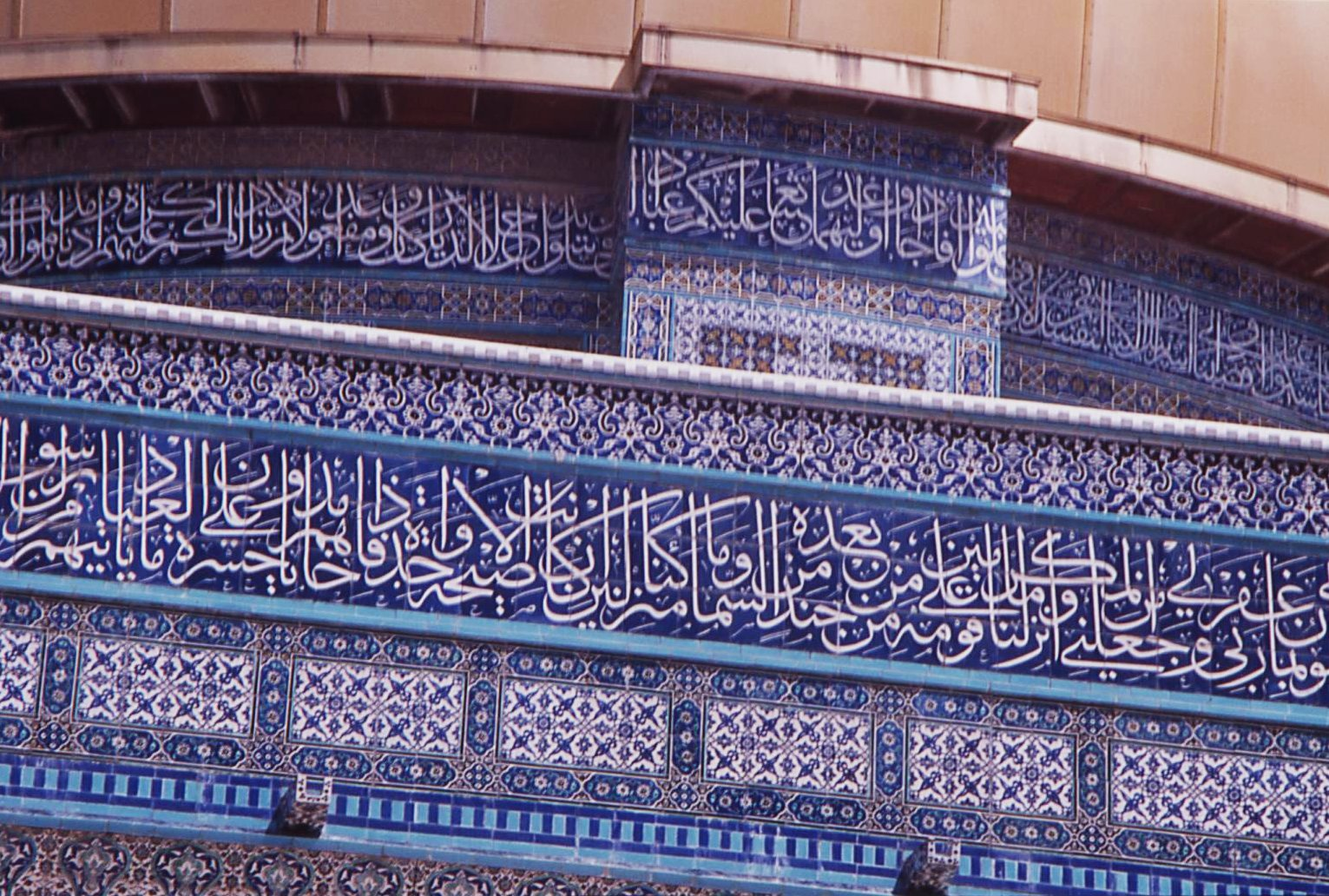
détail du revêtement de céramique ottoman du Dôme du Rocher, Jérusalem

Le style saz est initié par le maître du kitab khana de Soliman, Shah Quli. Il se retrouve à la fois dans la céramique, la reliure, les tissus comme le caftan de Bayazid, fils de Soliman (v. 1550, Topkapı Saray) et les tapis. Plusieurs éléments le composent : les longues feuilles dentelées, dites elles-mêmes saz, associées à des fleurs recréées, composites ou écaillée et à des fleurs réelles, telles que les tulipes, les œillets et les jacinthes. Les artistes aiment aussi à y ajouter des motifs empruntés à la Chine, tels que nuages tchi dessinés en ruban, selon le goût ottoman, rochers et vagues. La composition des plats sont en général marquées par un axe de feuillage central, sans pour autant être strictement symétriques.
À partir du moment où le rouge est inventé, la céramique ottomane s'engage dans une nouvelle voie. Les ateliers s'industrialisent davantage, les couleurs pastel (vert tilleul, vert olive, mauve) disparaissent pour laisser place au vert émeraude et au bleu de cobalt. Dès 1557, les lampes de mosquées de la Süleymaniye sont marquées par une forte présence du rouge, qui contraste avec le bleu vif. Au Dôme du Rocher, restauré par Soliman, les carreaux restent dans l'esprit iranien des maîtres de Tabriz, avec un vocabulaire sinisant (fleurs de lotus). Toutefois, le rouge marque aussi l'arrivée d'un nouveau style, dit quatre fleurs. Celui-ci se caractérise par de longues feuilles effrangées dites "hangeri", et l'utilisation systématique de quatre fleurs dans le décor : la tulipe, l'œillet, l'églantine et la jacinthe, auxquelles peuvent s'ajouter l'aubépine ou le prunier. Un hanap du musée du Louvre présente ce type de décor, qui côtoie sans le remplacer le style saz, et se mélange parfois avec, comme dans le panneau du mausolée de Sélim II.

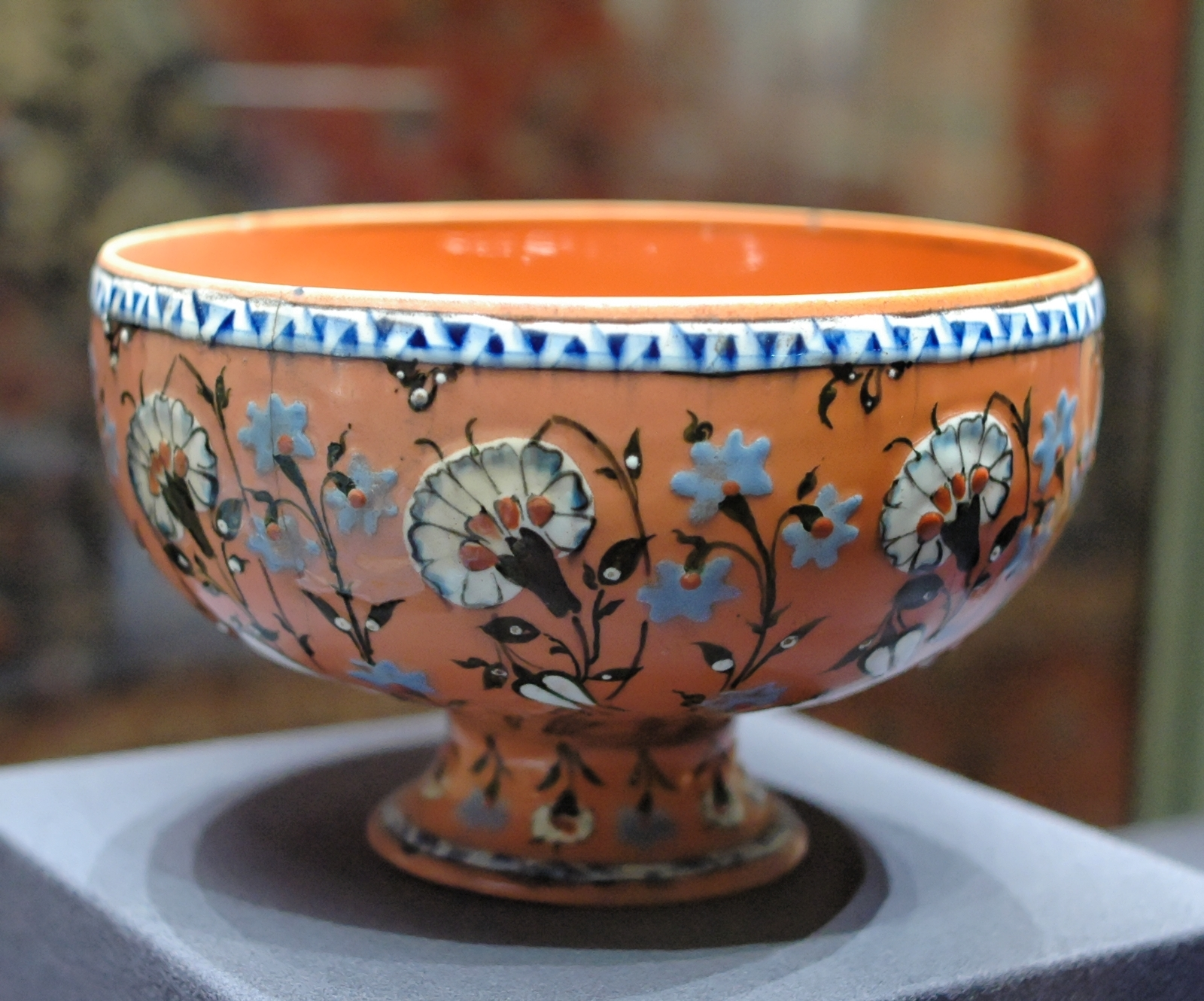
Coupe aux œillets à fond corail, Iznik, 2e moitié du XVIe siècle, pâte siliceuse recouverte de rouge d'Iznik sur engobe blanc, décor d'engobes sous glaçure transparente, musée du Louvre

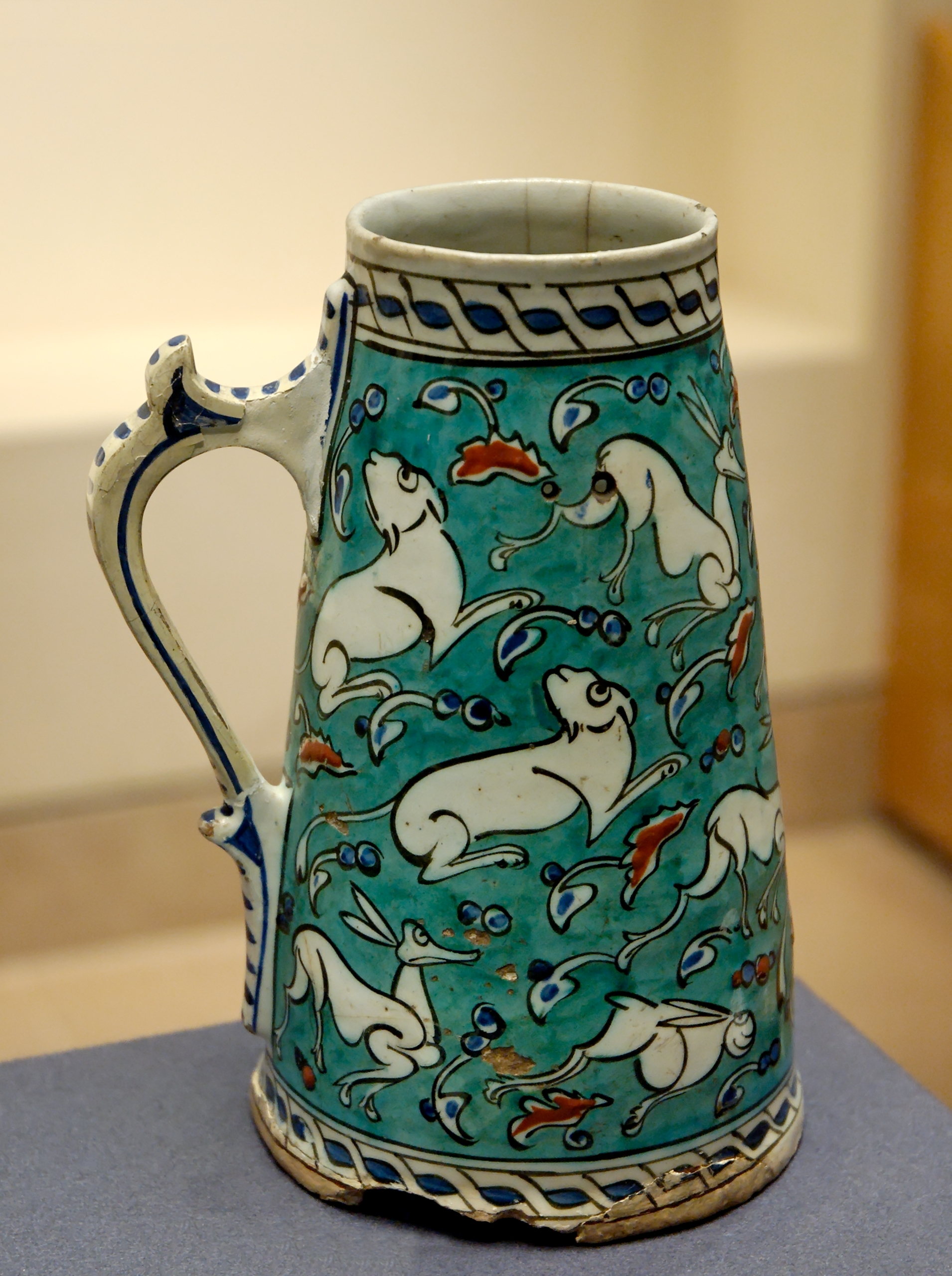
Chope aux animaux, Iznik, fin XVIe siècle, céramique siliceuse décorée à l'engobe sur engobe sous glaçure, musée du Louvre

Une série assez restreinte de pièces présente un décor un peu particulier. Après façonnement, le fond est recouvert d'un mince engobe blanc sur lequel on ajoute une épaisse couche uniforme de rouge d'Iznik. Le décor est ensuite peint aux engobes bleus et blancs, puis le dessin est réalisé avec de la glaçure noire. On réhausse le tout de quelques touches d'engobe blanc avant d'ajouter une glaçure transparente incolore. La pièce-phare de cette série est une coupe aux œillets sur piédouche conservée au musée du Louvre. On connaît aussi des fonds bleu lavande.
À la fin du XVIe siècle, les motifs figurant des hommes et des animaux, jusqu'alors peu présents, font leur apparition, dans une palette de couleurs fortes qui s'affirme, avec une prépondérance du vert épinard. Les motifs de bateaux sont assez courants, et les artistes aiment à imiter le marbre ou le métal.
À la même période en Syrie, la production est proche de celle d'Iznik et de Kütahya, mais les teintes utilisées sont différentes, plus sombres. Il s'agit de turquoises, de mauves, de bruns sombres et pastels.
Au XIXe siècle, Auguste Salzmann, Consul de France à Rhodes, rassemble une imposante collection de céramiques d'Iznik : il possède alors 532 pièces (plats, bouteilles, coupes, assiettes...). En 1865 et 1872, le gouvernement français rachète cette impressionnante collection personnelle de Salzmann. Ces 532 céramiques sont aujourd'hui exposées au Musée national de la Renaissance d'Ecouen, en France, avec bien d'autres œuvres de céramiques provenant d'Europe. La technique de fabrication de cette collection d'Iznik est particulière : il ne s'agit pas de faïence mais d'une terre siliceuse mélangée à de l'argile et des matériaux contenant du plomb. La pièce enduite sèche au soleil puis est colorée par des oxydes métalliques qui sont posées au pinceau. La création de cette vaisselle d'Iznik répond probablement à l'amour des princes ottomans pour la céramique chinoise. Les premiers décors des pièces sont en effet bleus sur fond blanc, tout comme la porcelaine de l'époque Ming. Progressivement, les potiers ont ensuite imposé un répertoire et des décors personnels. Enfin, c'est le "rouge d'Iznik", apparu en 1555, qui a rendu ces pièces célèbres.

### Le textile
Sous les Ottomans, l'habillement correspond à des critères d'appartenance sociale, ethnique et religieuse. Nous ne nous intéresserons ici qu'à la production de cour et à celle destinée au commerce international, dont la qualité les rend assimilable à un art. Outre les vêtements (caftans), ces tissus servent aussi pour des coussins, des harnachements, des tentes, des turbans et des accessoires (mouchoirs…).
La diversité et l'extension des territoires de l'empire permet l'utilisation de matières premières très variées : lin, laine, coton et soie concourant ainsi à la réalisation de diverses pièces d'habillement. À partir du XVIIIe siècle sont aussi produites des cotonnades imprimées, pour concurrencer l'Inde. En particulier, la soie est un composant essentiel pour les textiles de luxe, enjeu majeur du commerce depuis le XIIIe siècle, fortement contrôlée par l'état. Venue tout d'abord de Chine, elle fait l'objet d'un commerce sur un circuit dominé par les Génois depuis un accord passé à la fin du XIVe siècle, qui laisse librement transiter la soie en Anatolie. Jusqu'au XVIe siècle, date à laquelle arrivent les premiers cocons de soie dans l'empire ottoman, les Turcs sont dépendants de l'Iran en ce qui concerne cette denrée, qu’ils importent dans la ville de Brousse, centre international de commerce et de travail de la soie depuis longtemps. Une liste d'étoffes pour des ambassadeurs vénitiens datée de 1483 mentionne ainsi plusieurs « velours de Brousse broché d'or », et dans les années 1560, la ville compte plus de vingt-sept caravansérails dont le Ipek Mani (le khan de la soie) et le Koza Mani (le khan des cocons de soie), construits au XVe siècle.
La production ottomane de tissus de soie, à partir du XVIe siècle, a lieu aussi en Égypte (Le Caire) et à Istanbul. Une concurrence entre les Italiens et les Turcs se met en place, conduisant l'une et l'autre partie à améliorer sans cesse la qualité, et à toujours faire preuve d'une grande inventivité. Les Italiens copient fréquemment les modèles ottomans, comme l'a montré l'exposition Topkapi à Versailles, où étaient exposés des caftans en textile italien. Cette rivalité apparaît en particulier dans les échanges de cadeaux diplomatiques.
D'un point de vue technique, les motifs s'obtiennent par le tissage, la teinture, l'impression et la broderie. Les tissages contrastés, comme le sergé et le satin sont très appréciés, tout comme l'ajout de fils d'or ou d'argent, qui sont en fait des fils de soie ou de boyau animal gainé de métal précieux. En 1574, un firman, un décret impérial, donne privilège des fils d'or et d'argent aux ateliers impériaux, faisant disparaître quasiment ceux-ci des tissus de Brousse. Le velours, (Çatma en turc) est la technique la plus employée, et celle qui nécessite le plus de matière première. Il est réalisé avec une chaine et une trame en soie, lin ou coton noués de soie. Contrairement aux exemplaires italiens, les velours ottomans sont toujours rasés : les boucles sont coupées, ce qui permet parfois des contrastes avec des surfaces plates en satin ou en sergé. La technique du lampas, caractérisée par une double trame (une de fondation, une pour soutenir la chaîne), et celle du lamé (seraser), un tissu dont toute la surface est couverte d'or ou d'argent, et dont les motifs sont réalisés en fils de soie, sont parfois utilisées. Le lamé notamment intervient dans la confection des caftans de cérémonie.
Du point de vue des motifs, la plupart sont utilisés dans d'autres arts, comme les motifs en amande, ceux de grenade, les écailles, les lèvres de Buddah associées aux trois sequins… Le saz, les quatre fleurs et les motifs hatayi sont également présents, car les modèles émanent des mêmes ateliers impériaux que ceux de la céramique. Le musée des tissus de Lyon conserve plusieurs exemplaires intéressants.

### Tapis

Les Ambassadeurs, Hans Holbein

Si l'on en croit les textes, des tapis sont produits en Turquie au moins depuis le VIIIe siècle de l'ère chrétienne, mais les premiers témoignages visuels sont des peintures des primitifs flamands et italiens au XIVe siècle (le premier date de 1320). En effet, jusqu'au milieu du XVe siècle, les tapis orientaux font partie des éléments les plus précieux des Occidentaux, comme le prouve par exemple le tableau de Hans Holbein Les Ambassadeurs, dans lequel les deux personnages posent le coude sur un tapis turc.
On peut classer les tapis en quatre catégories, selon leur niveau de production :
- les tapis faits à la maison pour un usage domestique ;
- les petits tapis citadins, très exportés, comme les « tapis Holbein », du nom du peintre qui les a fréquemment représentés ;
- les tapis d'ateliers citadins plus importants, dont les coloris commencent à s'enrichir. Ils sont réalisés selon des cartons préparés à l'avance ou sur les instructions de l'acheteur, local ou étranger. Les tapis ushak[21] en font partie ;
- enfin, les tapis des ateliers impériaux ou des fournisseurs officiels de la cour.

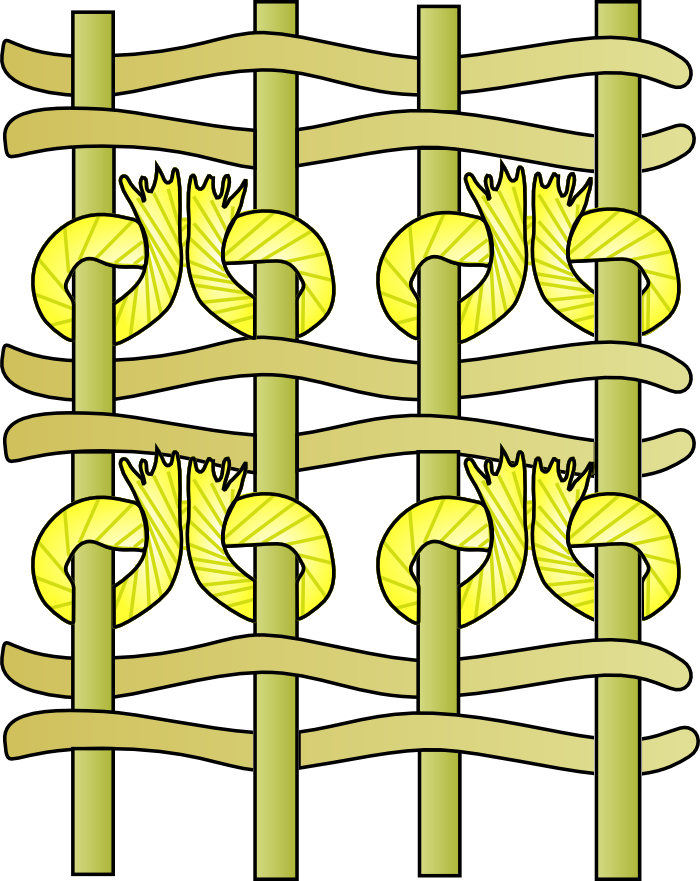
Exemple de nœud turc

D'un point de vue technique, on peut distinguer les tapis turcs de leurs homologues persans grâce au type de nœuds : ceux des tapis persans sont asymétriques à l'inverse des nœuds turcs.
Avant le XVe siècle, les tapis sont extrêmement rares, mais on en connaît beaucoup plus à partir du XVIe siècle, conservés dans des collections publiques ou privées. Tout d'abord de laine, ils utilisent progressivement plus la soie. La première mention d'un tapis de soie est présente dans un inventaire du palais de Topkapı daté de 1504. On sait également qu'en 1549, Charles Quint a envoyé un émissaire pour l'achat de dix tapis turcs, avec, si possible, certains en soie, preuve que la soie était utilisée, bien qu'encore rare. Les collections européennes étaient parfois immenses : Henri VIII d'Angleterre aurait possédé plus de cinq cents tapis.

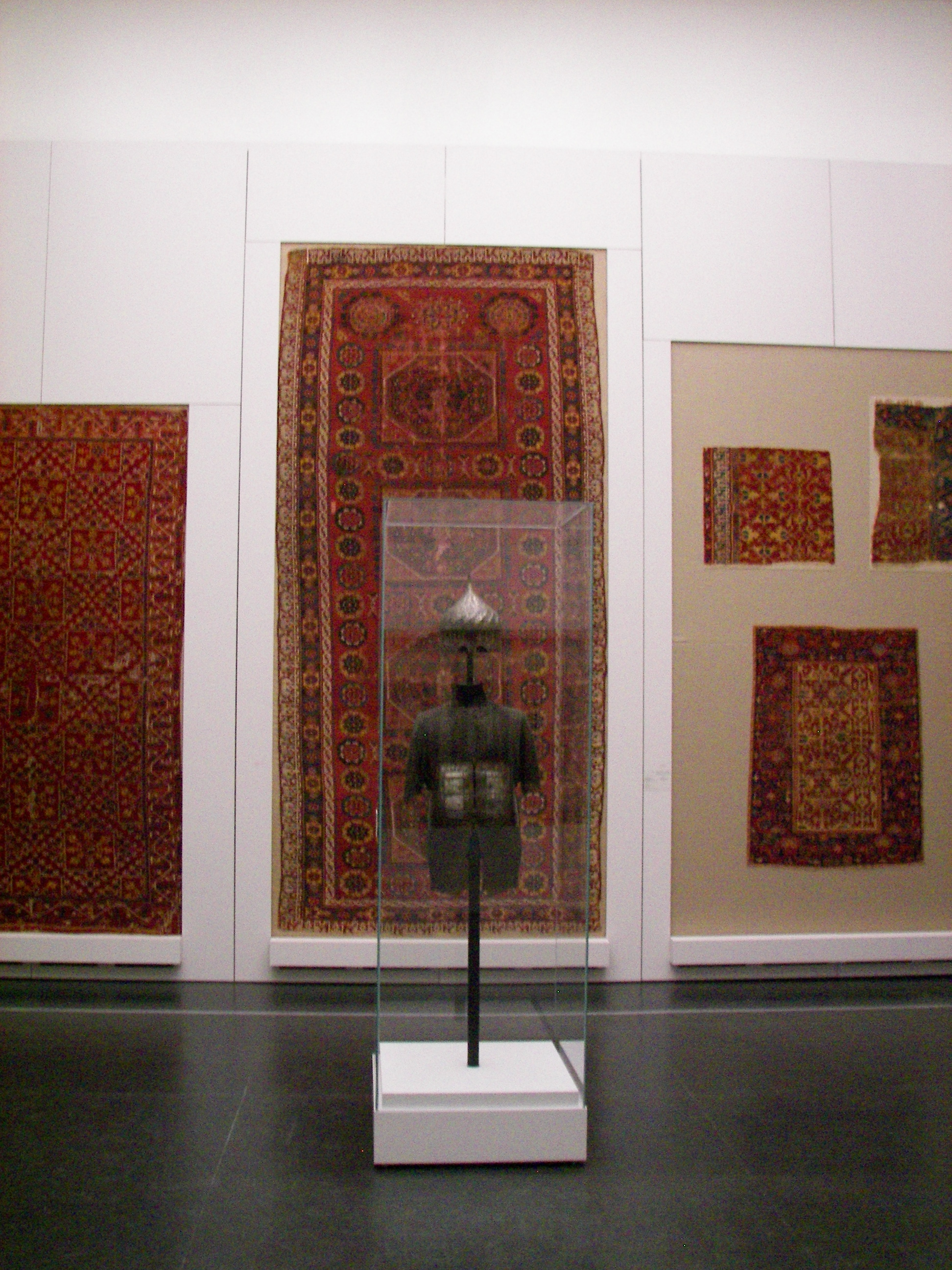
Exemples de tapis ottomans du Pergamonmuseum.

On peut définir de nombreux types de tapis turcs différents. Citons par exemple les tapis à motif animalier dont un exemplaire est conservé à Berlin et provient d'Italie. On peut y trouver des paires de quadrupèdes, des oiseaux ou encore des combats d'animaux, comme celui du phénix et du dragon, un motif venant de Chine et déjà amplement utilisé dans l'art Timuride. Le tapis de Berlin a d'ailleurs des éléments de couleur jaune, couleur impériale en Turquie, ce que l'on doit aussi à une influence des Timurides, selon Hermann.
Les tapis Holbein, déjà évoqués, sont représentés pour la première fois par Piero della Francesca. Ils comportent un décor de petits motifs géométriques, et du pseudo-kufique sur les bordures. Une autre série qui porte le même nom se caractérise par de grands motifs de roues. Les tapis Holbein pourraient avoir été produits à Ushak.
La production des tapis de prière Bellini, dits aussi « à trous de serrure », commence dans la seconde moitié du XVe siècle ; ils sont représentés entre 1490 et 1560. Servant à la prière, ils contiennent un grand médaillon central. Les tapis dits « transylvaniens », quant à eux, apparaissent fin XVe, et se caractérisent par des motifs de niches opposées. On pourrait aussi citer la production des tapis Lotto, avec leurs motifs d'arabesques et de quatre-feuilles. Ils sont souvent bordés de calligraphies pseudo-kufiques.
Il faut enfin mentionner les tapis Ushak, qui peuvent être de deux types : à médaillon central, avec un fond pointillé bleu et des demi-médaillons, ou décorés d'étoiles.
Il existait aussi des tapissiers turcs qui travaillaient en Europe, puisque l'on connaît un exemplaire polonais dans le style ottoman.

### Bois
Suivant la longue tradition anatolienne, le bois est l'une des matières les plus travaillées par les Ottomans. Malheureusement, ses mauvaises facultés font que peu d'objets sont conservés. Il peut s'agir de portes, de mobilier liturgique (dikka, boîte à Coran, kursi), ou encore de trônes.
Trois techniques principales sont utilisées : 
- l'assemblage à rainures et languettes, qui permet la création de motifs géométriques le décor peint et la marqueterie. L'avantage de cette technique est qu'elle permet aussi d'utiliser des éléments en bois déjà sculptés, mais aussi en os, en ivoire ou en nacre.
- le décor peint, comme dans le cas de la dikka de la mosquée Selimiyye à Edirne, dans des tonalités rouges
- la marqueterie, qui permet d'incruster nacre, ivoire, écaille et bois teints et précieux pour constituer un motif. Outre de nombreuses boîtes à Coran, le trône d'Ahmet Ier, daté de 1603, est réalisé dans cette technique, avec des écailles de tortue, de la nacre, des éléments d'or et de pierres précieuses pour constituer un décor dans un registre essentiellement floral.

### Métal
En 1596, au moment de son apogée, le Ehl-i Iref, la « société des gens talentueux », qui regroupait des artisans de cour, comptait dans ses rangs pas moins de 110 orfèvres, ce qui montre l'importance de l'art du métal à la cour ottomane.
Plusieurs matériaux sont employés : argent, or, zinc, et tombak, du cuivre doré au mercure selon une technique spécifique à l'empire. Le travail se fait au martelage, et les fonds peuvent être ciselés ou matés.
Les formes sont tout d'abord inspirées du monde timuride, comme le prouvent les pichets à anse en forme de dragon datables de la fin du XVe siècle et du XVIe. On peut aussi signaler les boules pendentifs en tombak qui tombent depuis les baldaquins.

### Jade, pierres dures et pierres précieuses
Le travail de la pierre, qu'il s'agisse de jade, de cristal ou de pierres précieuses comme l'émeraude, le rubis, l'améthyste, le diamant, ou le saphir, est, comme dans l'Inde moghole, extrêmement valorisé sous les Ottomans. Les techniques sont un peu différentes de celles de l'Inde, mais cela n'empêche pas que les attributions soient parfois délicates. Les pierres précieuses sont montées en bâte, celles-ci prenant parfois des formes de rose très caractéristiques. Des fils d'or peuvent aussi être incrustés dans la pierre, et sont eux-mêmes finement incisés. Trônes, pichets, écritoires, gourdes, attaches de ceinture, peignes, étriers, tout est prétexte à virtuosité dans la sculpture et le décor.

## Art du livre
Comme la peinture iranienne contemporaine, la peinture ottomane est principalement destinée à illustrer des manuscrits ou à être regroupée dans des albums, aux côtés de calligraphies et d'enluminures. La bataille de Chaldiran a permis aux Ottomans de récupérer une grande partie des artisans et maîtres safavides, notamment des peintres, qui forment la base du nouveau kitab khana ottoman.

### Le portrait

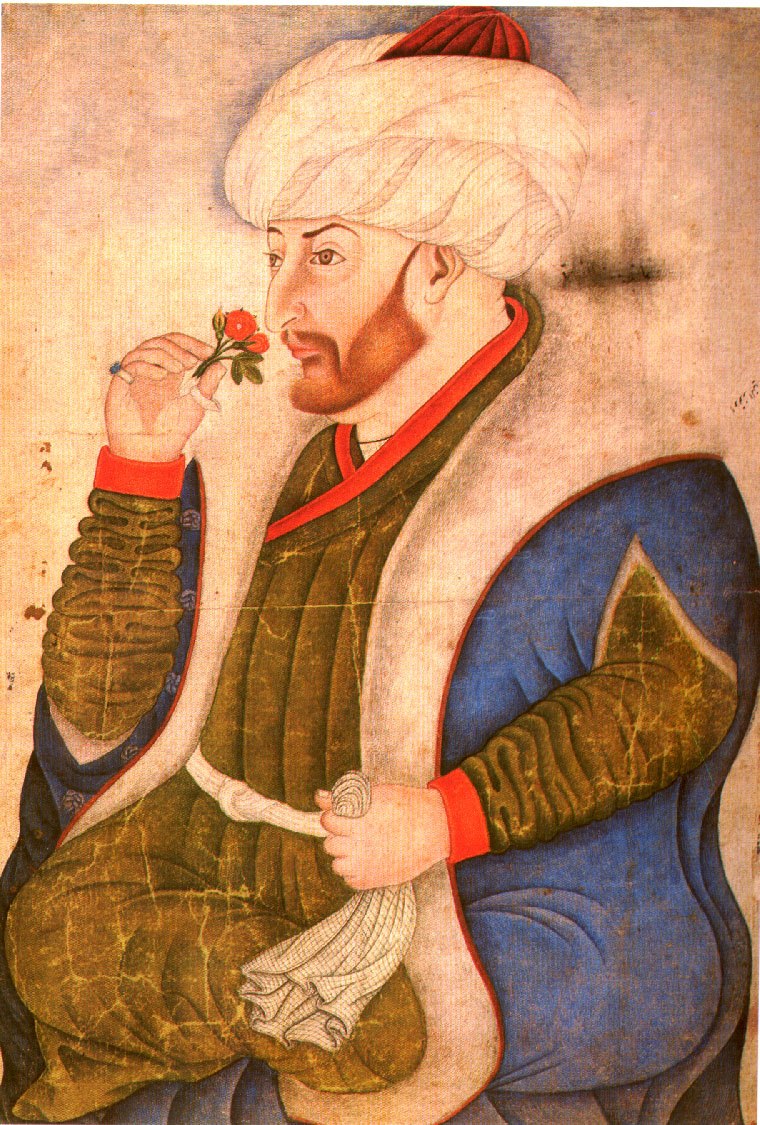
Mehmet II sentant une rose, attribué à Şibilzâde Ahmed, v. 1480, Topkapı Saray

Les premiers portraits ressemblants apparaissent sous le règne de Mehmed II. Il faut sans doute y voir une influence de l'Occident, puisque l'on sait que le sultan aimait à commander des médailles de lui-même à des artistes italiens comme Pisanello ou Costanzo da Ferrara. Néanmoins, ces représentations restent cantonnées à un cadre privé, seuls quelques portraits officiels nous sont connus, en particulier dans des manuscrits où se trouvent des suites de portraits de sultans.
L'un des plus importants et des plus connus portraits de Mehmed II est celui où il est représenté humant une rose. Attribué au peintre Şibilzâde Ahmed, il présente une combinaison d'éléments italiens, comme le modelé, et iraniens, dans les jambes croisées et la monumentalité du personnage. À noter que les portraits ressemblant apparaissent en Iran eux aussi au XVe siècle, les premiers connus étant ceux de Tamerlan lors de son séjour à Samarkand. Dans ce portrait, le sultan est représenté comme un esthète, humant l'odeur d'une fleur, mais la bague d'archer qu'il porte à son doigt rappelle quand même ses qualités militaires. On pourrait aussi mentionner un autre portrait, fait par Sinan Bey à la fin des années 1460 ou dans les années 1470. Elle aussi est conservée au Topkapı Sarayı, mais elle présente l'empereur de profil et en buste, dans une attitude beaucoup plus européanisante, où l'art de la médaille est très sensible.
Un siècle plus tard, les portraits de Soliman étonnent eux aussi par leur réalisme. Représenté âgé, courbé, ridé, le sultan garde sa dignité malgré le traitement sans concession de son physique. Naqqash Uthman le représente ainsi âgé, à cheval, dans un portrait posthume de la Bibliothèque nationale de France puis, dans un Shemailnama, il retourne à la représentation conventionnelle, sans relief, mais malgré tout majestueuse et assez ressemblante.
Sélim II aime à se faire représenter par son peintre et compagnon Nigari en particulier lorsqu'il tire à l'arc. Le peintre en profite pour faire ressortir le caractère vif du souverain.
Le règne de Mourad III (r. 1574 - 1595) représente l'apogée du portrait sultanien et de l'art du livre en général, par la qualité exceptionnelle des peintures à cette période. La commande par le grand vizir Sokollu Mehmet Pacha de plusieurs exemplaires du Shemailnama donne lieu à des galeries de portraits suivant la généalogie ottomane. Les deux premières copies sont l'œuvre de Naqqash Uthman et de son élève Ali, et se trouvent actuellement conservées en Turquie. Chaque sultan se trouve sous un arc de Brousse, sur un coussin, avec des carreaux de céramique à l'arrière et dans un vêtement aux décorations très graphiques. Les Shemailnama représentent l'apogée des manuscrits historiques, et justifient par leur présence l'existence de la dynastie. Afin de réaliser les manuscrits, la ville de Venise aurait envoyé une série de tableaux des sultans peints par Véronèse, mais il est difficile de mesurer l'impact que ces œuvres ont eu sur les portraits. On a pu remarquer  que les peintres ont mis en valeur la différenciation entre chaque portrait, permise d'autant plus que tous les sultans se trouvent dans un même cadre. Fait anecdotique, Murad III tient dans ses mains le Shemailnama.
Les portraits de Naqqash Utman servent ensuite de modèles pour d'autres galeries de portraits, comme dans le Silsilenama (« généalogie ») de 1690, qui influencera lui-même des livres occidentaux. Onze manuscrits de ce texte rédigé par un shahnamedji et qui raconte l'histoire du monde jusqu'aux Ottomans ont été réalisés ; trois sont signés d'artistes de Bagdad, deux ont été faits en Syrie et au Caire.
Abdülcelil Levni (1680 - 1732), peintre et poète solitaire, actif avant et durant l'ère des tulipes propose une nouvelle approche du portrait en y introduisant une nouvelle composante psychologique. Son portrait d'Ahmed III, présent dans un Silsilenama tranche avec les autres peintures du manuscrit. Le sultan est assis non plus sur un tapis mais sur un trône où sont figurés des bouquets de roses, de jacinthes, de tulipes et des palmettes rumies, et accompagné de son fils, dans des tons pastels qui contrastent avec l'or.
Levni connaîtra une grande postérité jusqu'au XIXe siècle.

### Pages d'albums

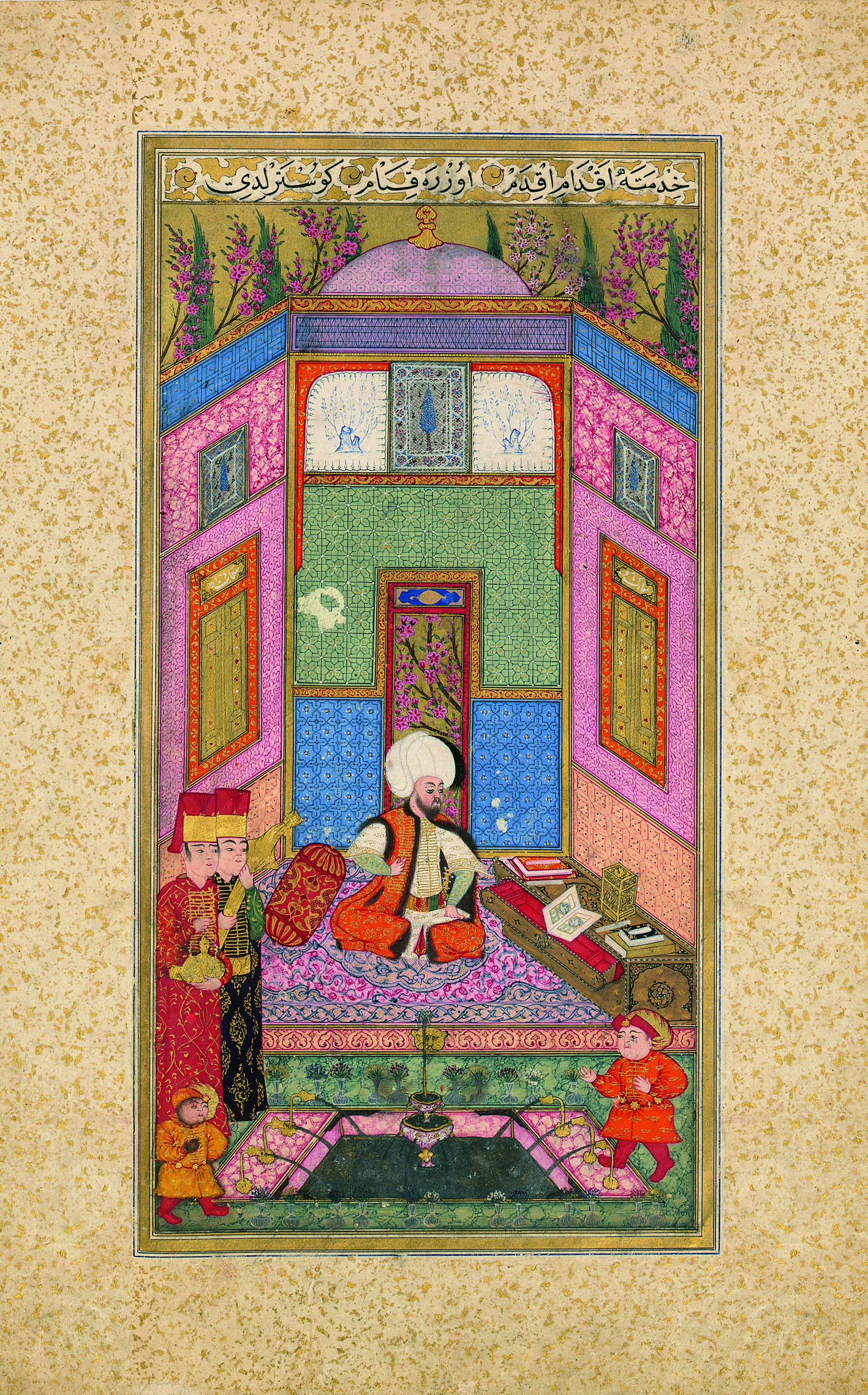
Le Livre du Bonheur, 1582, Bibliothèque nationale de France.

Les portraits ne constituent pas, tant s'en faut, l'activité principale du naqqash khana sultanien. De nombreux dessins et peintures de fleurs, d'oiseaux, de combats d'animaux et de scènes de genre sont réalisés dans les différents styles qui marquent l'histoire de l'art ottoman : saz, quatre fleurs… Les enlumineurs et les relieurs suivent également ces courants, imprimés par les chefs d'atelier.
C'est en particulier Levni qui met ce genre à l'honneur, en s'inspirant parfois des Safavides. Ses représentations de pages et de femmes, rarement voilées, mais montrant leurs formes, sont tout à fait novatrices.

### Manuscrits historiques et géographiques
C'est sous le règne de Soliman qu'apparaissent les grands manuscrits historiques et géographiques. Un grand travail de cartographie est d'ailleurs réalisé sous son règne, grâce à l'amiral Piri Reis, marin et cartographe. Le Kitab-i Bahriye, « Traité de la marine », réalisé en 1521 et révisé en 1525 constitue un guide de la Méditerranée. Il contient deux cent quinze cartes de Piri Reis sur le bassin méditerranéen, ses côtes, ses ports et ses viles, plus ou moins détaillées. Un autre Atlas, par Ali Macar Reis, contient sept cartes en double page, dont une du monde.
Les premiers manuscrits historiques ottomans sont illustrés sous Soliman, alors que le genre historique prend une importance considérable, et tient un rôle de première importance dans l'histoire de la peinture ottomane. Les miniaturistes et les calligraphes collaborent avec les auteurs, à moins qu’ils ne le soient eux-mêmes, dans quelques cas comme celui du janissaire bosniaque Matrakçi. Celui-ci rédige et illustre la Campagne des deux Irak, le premier livre historique connu, qui rend compte d'une campagne de Soliman entre 1533 et 1535. Il comporte cent trente cinq miniatures décrivant des villes (Baghdad, Istanbul, Sultaniyya, Alep…) vues du ciel, avec leurs monuments principaux et leurs éléments défensifs. La végétation est traitée de manière conventionnelle. 
Deuxième grand manuscrit historique, le Suleymanama, écrit par le shahnamedji Harifi, petit-fils d'un shaykh égyptien. Il s'agit sans doute du plus abouti des manuscrits historiques, établi sur le modèle du grand texte persan du Shâh Nâmâ. Malheureusement, seul une patrie du quatrième volume et l'intégralité du cinquième sont conservés. Rédigé en persan, avec une calligraphie nasta'liq, ses soixante et une miniatures subsistantes ont été réalisées par cinq peintres. Cependant, malgré la diversité des styles, l'ensemble reste très cohérent. L'attention est portée sur les personnages, et les paysages restent simples, à l'inverse de l'architecture, mise en valeur par de nombreux détails. Les évènements importants du règne de Soliman, comme son intronisation ou la bataille de Mohács y sont représentés, à côté de scènes de chasse. On note la précision dans la description des villes, et l'importance des conventions iraniennes, dans les représentations des tentes par exemple.

### Galerie

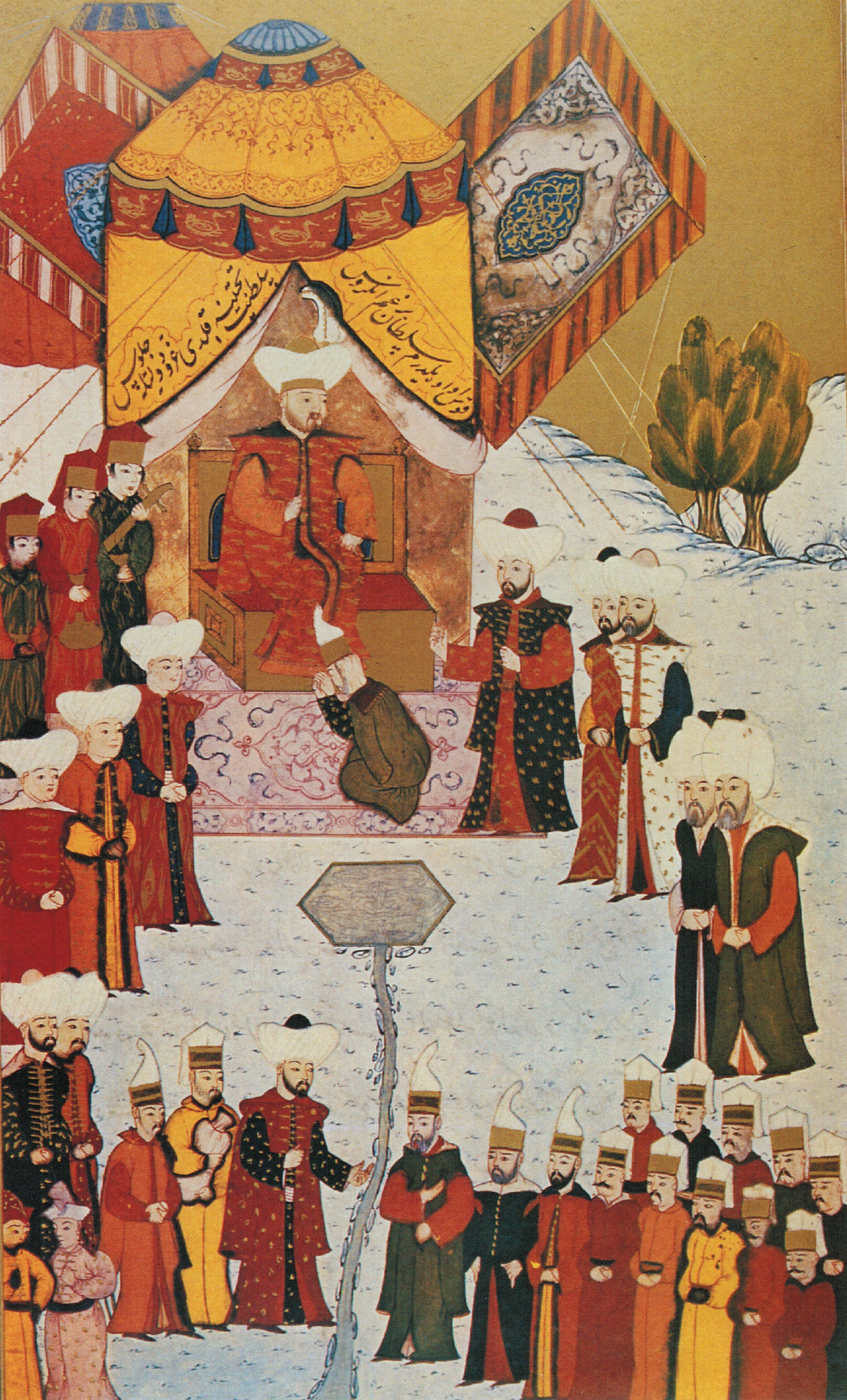
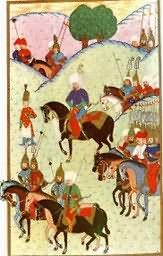